# マンレザ
マンレザ（カタルーニャ語: Manresa）は、スペイン・カタルーニャ州バルセロナ県バージェス郡に属するムニシピ（基礎自治体）。バルセロナから約64kmの距離に位置している。

## 地勢・気候

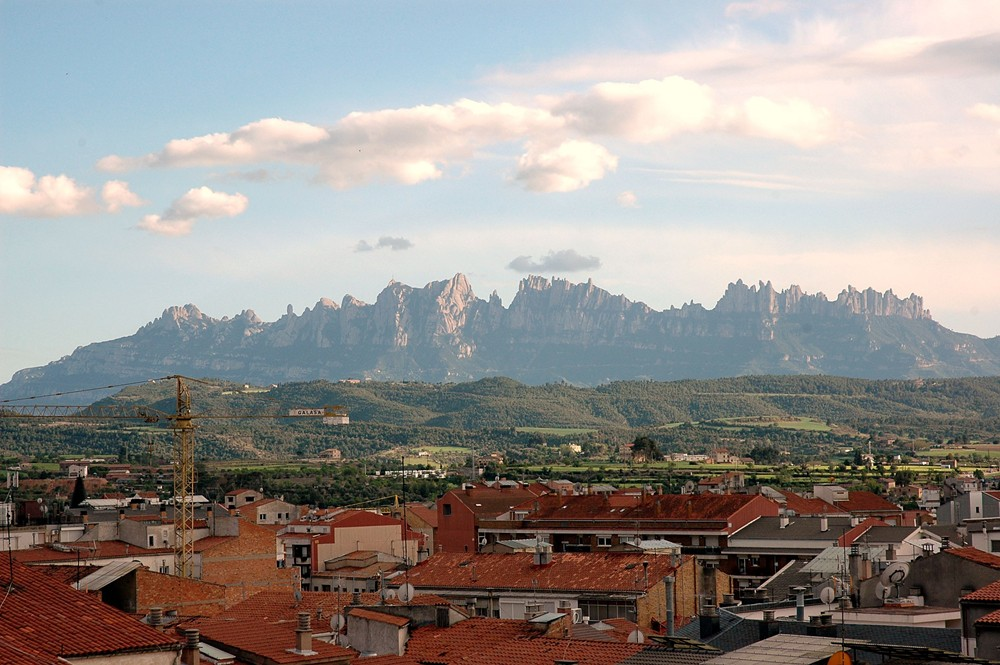
市街とムンセラットの山並み

市街地を北東から南西に横断するカルダネー川とリュブラガート川の合流地点から5kmの地点にあり、水道水はリュブラガート川から取水されている。マンレザの市街地は浸食された盆地にあり、それほど標高の高くないいくつかの丘に周囲を囲まれている。
一帯でワイン生産が盛んであったことから、マンレザを含むバージェス郡の名称はラテン語のバッカス（Bacchus）から発生したと信じられている。ワインは主として、段々地のブドウ畑で採れたブドウから作られていた。現在も一部の段々畑が見られる。フィロキセラ病の流行でワイン生産は地域の主幹産業ではなくなったが、現在もマンレザやバージェス郡経済にとって重要である。
地中海に近いことと、標高が高いことから、大陸性の特徴を持つ地中海性気候である。年間を通じて乾燥しており、夏は暑く冬は寒い。過去10年間の平均気温は、冬は7℃、春は14℃、秋は15.1℃、夏は23.3℃である。過去10年間の年間降水量の平均は590mmである。降雨は1年のうち約94日で、主として春と秋に集中している。

## 歴史

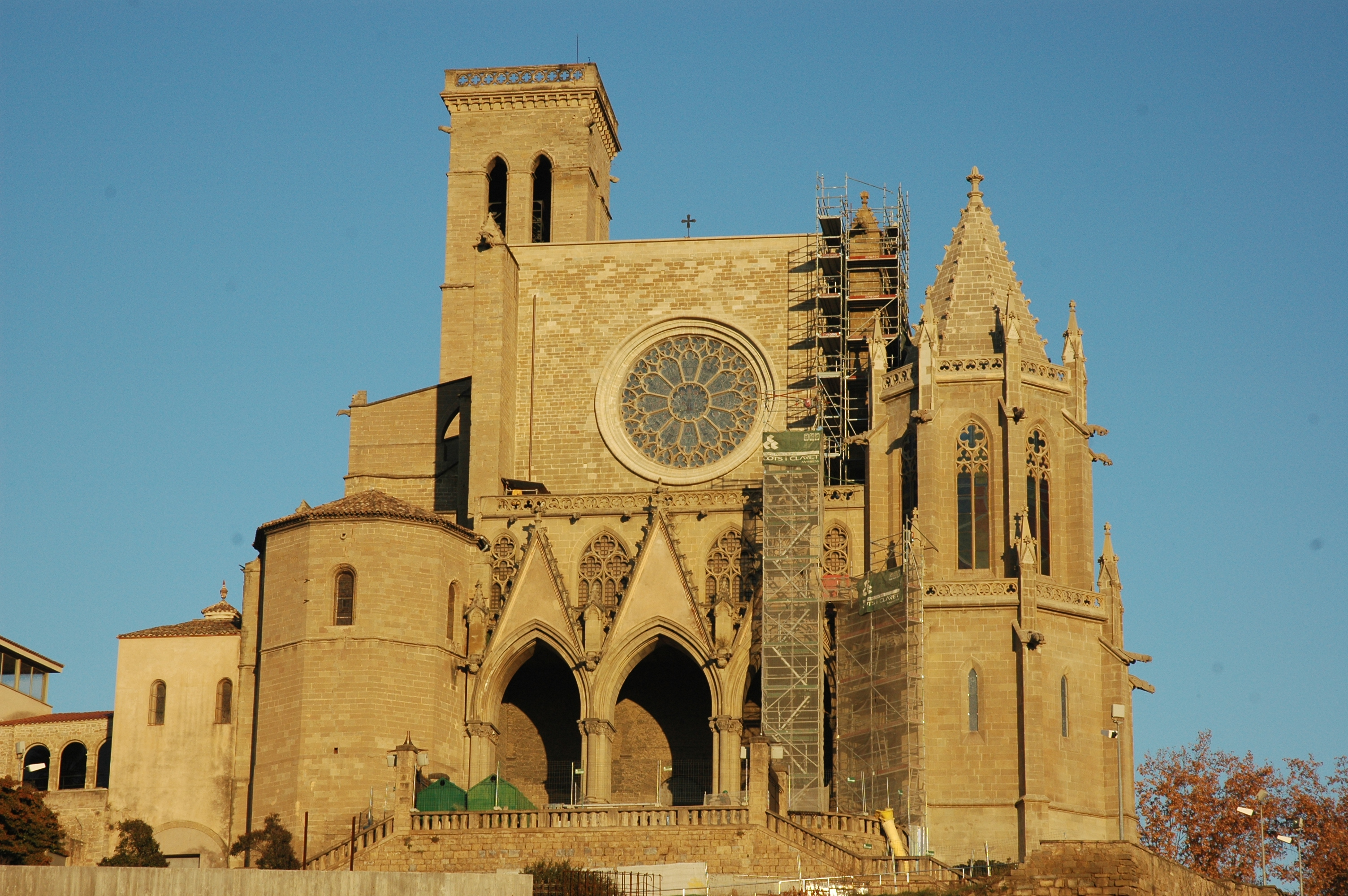
聖堂

マンレザには4000年前の定住地があったことがわかっている。カルダナル丘にはイベリア人の町があった。1世紀ギリシャの地理学者プトレマイオスは、この町を既にバカシス（Bacasis）と呼び、軟弱な岩質の丘の近く、川の流れるそばに町があると記していた。
ローマのコンスル、カトンが、沿岸部のローマ定住地との諍いを避けるためにこの地域を1世紀終わりに征服した。ローマ人は以前からあった町の核を一新しミノリサ（Minorisa）という名に変えたが、町は幾度もの戦乱で破壊された。
アラブ人の存在があったことは証明されている。785年にマンレザ住民は町を捨て、町は無人の軍事境界線地帯となった。数年を経て796年、キリスト教徒軍がマンレザを占領し、スペイン辺境伯領へ組み込んだ。しかし827年、フランク王国に対して反乱を起こした西ゴート貴族アイッソにより、マンレザは再び破壊された。親フランクのバルセロナ伯ベルナト・デ・セプティマーニア（en）の抵抗で、反乱は失敗に終わった。841年か842年、マンレザはアラブ人に破壊された。
マンレザがレコンキスタで回復されたのは9世紀後半、ギフレ多毛伯（en）によってであり、ビック司教座へ組み込まれた。アラブ人の支配するリェイダと対峙していたことから近接するキリスト教徒の諸伯領は空白地帯となっており、その一つであったマンレザは、10世紀半ばになって軍事目的のため再植民が進められた。
12世紀、13世紀にかけアラゴン王（バルセロナ伯も兼ねる）から数々の特権を授けられ、2つの市場を開く権利を得ていた。これらの市場は現在まで続けられている。
人口の増加は1348年のペスト大流行をきっかけに減少に転じ、危機的状況となった。マンレザの繁栄は、追いはぎがいるような危険な状況へと転落していった。その後カタルーニャ全土が衰退の時期に入ったことで成長は停滞した。疫病の流行、加えて1462年から1472年まで王位継承を巡るカタルーニャ内戦で、フアン2世（バルセロナ伯としてはジュアン2世）とジャナラリターが対立したことが災いした。
1522年から1523年にかけて、後にイエズス会を創立するイグナチオ・デ・ロヨラがモンセラート（カタルーニャ語ではムンセラートまたはムンセラー）からの帰途、マンレザに滞在した。彼はここにある洞窟で瞑想するうちに霊的啓示を受け、修道者として生きることを決意したとされている。このため、イエズス会の歴史にとってマンレザは重要な土地となった。
スペイン独立戦争の際、マンレザの義勇軍は1808年にブルック峠でフランス軍を敗退させた。しかし退却するフランス軍がマンレザ市街に火を放ち、市街の多くが廃墟と化した。その後にマンレザ市民は荒石を用いて再建を行った。
スペイン内戦後のマンレザは、経済成長を経験しながらも、カタルーニャとしての独自性を全て抑圧される苦難の年月を過ごした。この間にスペイン南部からの移民が大勢転入し、市域が拡大した。

## マンレザのユダヤ人

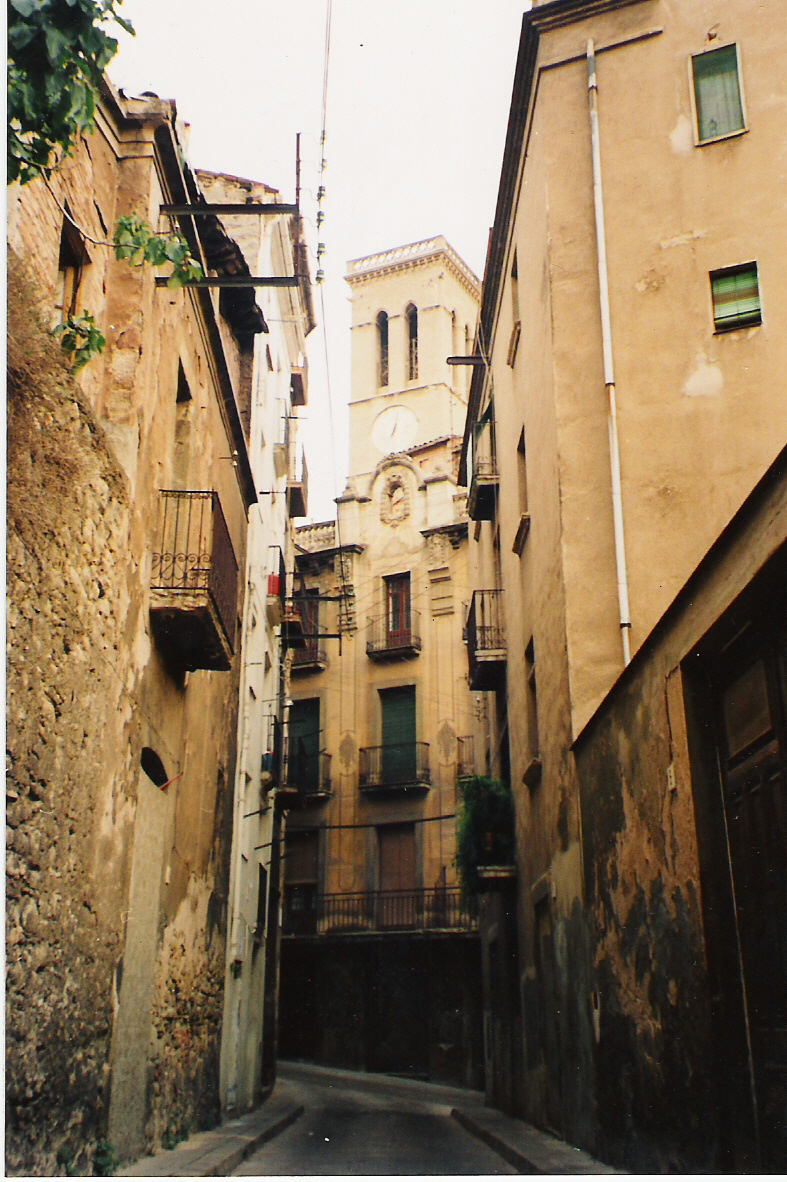
聖堂へ通じる狭い小路

12世紀、マンレザにはユダヤ人世帯が500あったと言われている。彼らの大半が、タウンホール近くのグラウ・デルス・ジュエウス（grau dels Jueus）という狭い小路に住んでいた。彼らの墓地は今も市域外にあり、フォッサナ・デルス・ジュエウス（fossana dels Jueus）と呼ばれている。13世紀から14世紀、ユダヤ人は製造業、貿易（奴隷貿易を含む）、金貸しを生業とし、または所有するブドウ畑と荘園の耕作を行っていた。
ユダヤ人に対するキリスト教徒の敵愾心は、カタルーニャ中で優勢であった。1325年、マンレザのキリスト教徒たちは、過越パンをユダヤ人が焼くことを邪魔しようとし、ユダヤ人たちは王に保護を求めざるをえなかった。マンレザのユダヤ人たちは1391年の大迫害から逃れられず、彼らの多くは形式上キリスト教へ改宗し、隠れユダヤ教徒となった。
1414年以後、比較的少数のユダヤ人がマンレザに残っていた。1492年、彼らは持っていた資産全てを売り払い、国外へ去った。

## 史跡
- サンタ・マリア参事会聖堂（es） - 地元住民は単に聖堂（La Seu）と呼ぶ。ゴシックとマニエリスムの混合。890年頃、サンタ・マリア教会がマンレザにあったことがわかっている。1000年頃、バルセロナ伯バランゲー・ラモン1世、彼の母であるエルメセンダ・デ・カルカソナ、ビック司教ウリバらが、古い教会資産の復元を決めた。
- 聖イグナシの洞窟（ラ・コバ・デ・サン・イグナシ、Cova de Sant Ignasi） - バロックとネオクラシック様式の建物が建つ。イグナティウス・ロヨラがマンレザで滞在した場所。
- サンタ・クララ修道院（Convent de Santa Clara de Manresa） - 聖クララ会の女子修道院。
- 橋（ca）
- リュビアー邸（ca） - モデルニスモ建築
- トーラント邸（ca） - モデルニスモ建築

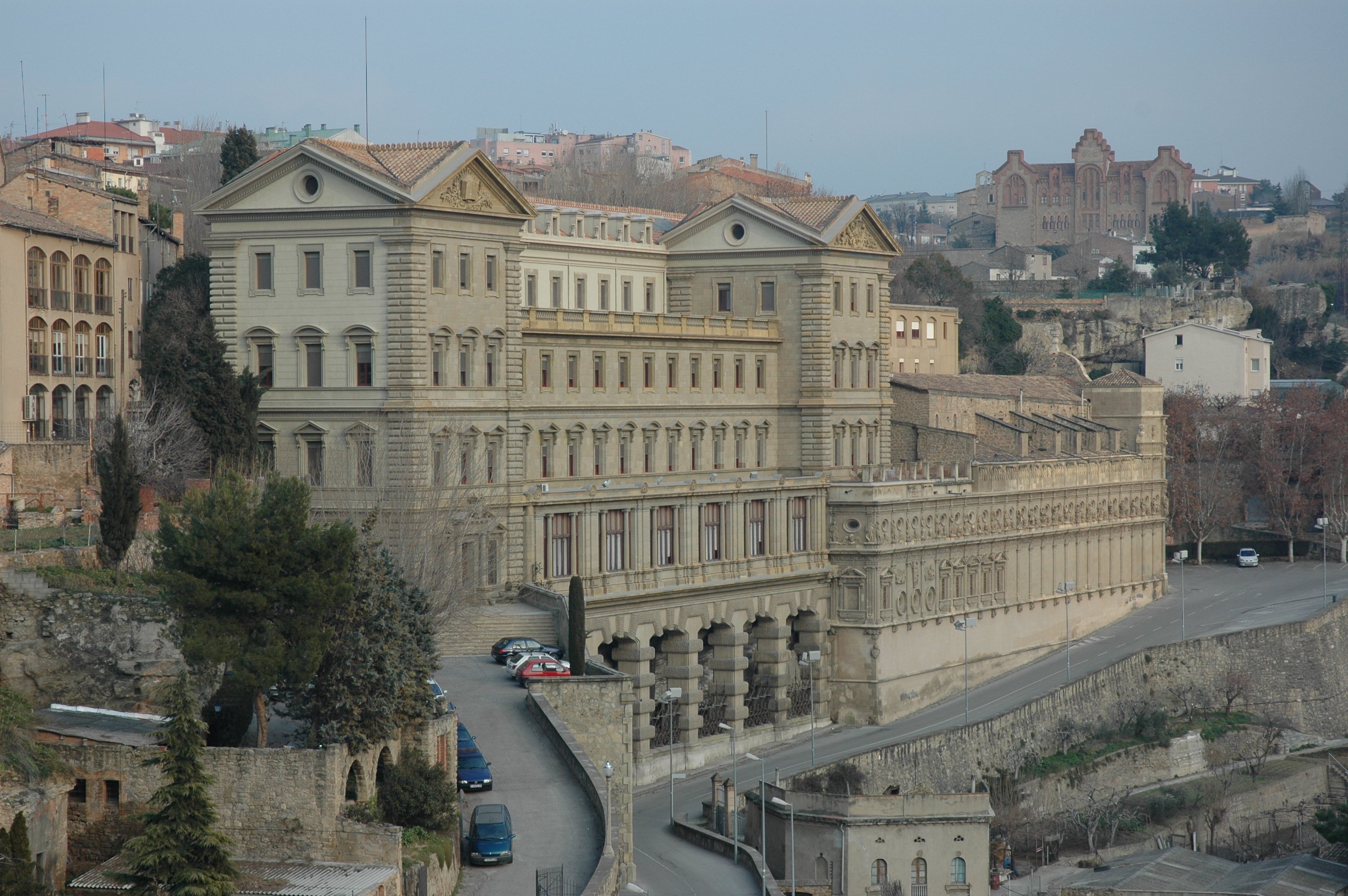
ラ・コバ
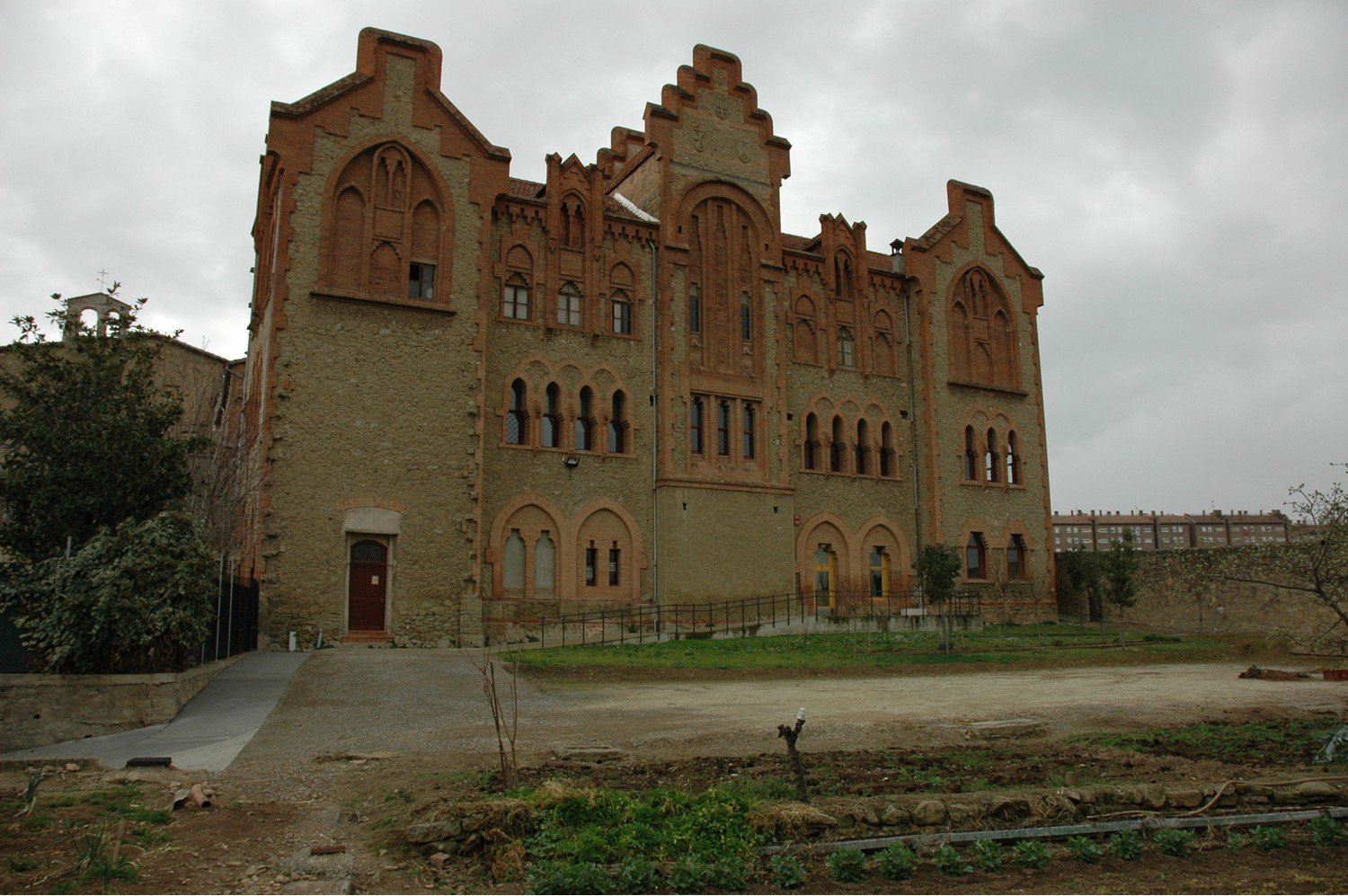
サンタ・クララ修道院
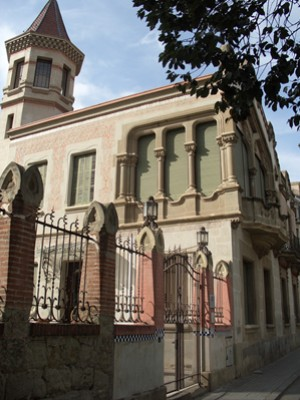
リュビアー邸
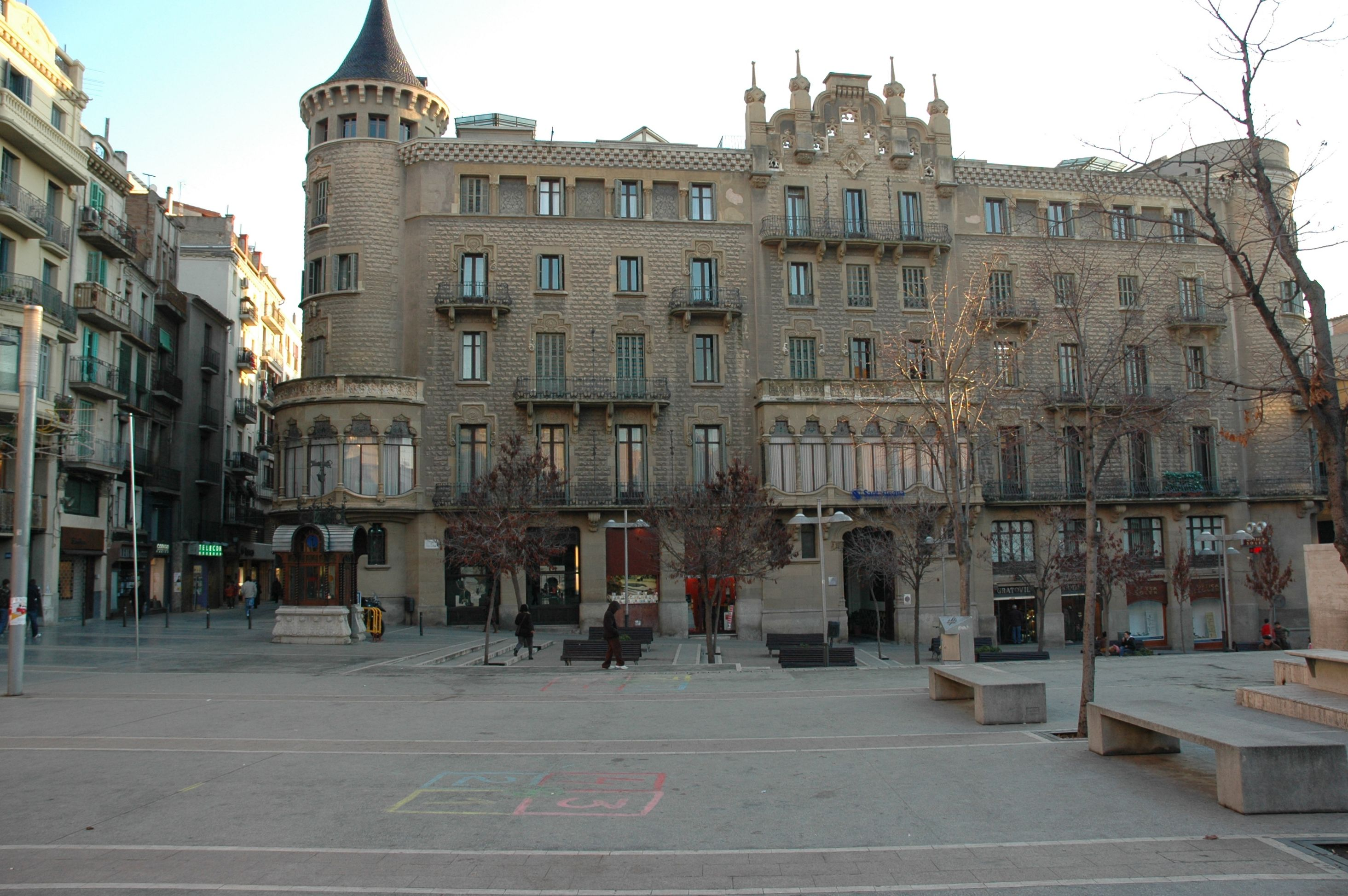
トーラント邸

## 出身人物
- トニ・エリアス - オートバイレーサー
- ジョルディ・ラルディン - サッカー選手
- ダビド・ガルシア・デ・ラ・クルス - サッカー選手
- ジュゼプ・メストレス・クアドレニ - 作曲家
- マヌエル・エスティアルテ - 水球選手